# Cariama
Cariama is een geslacht van vogels uit de familie seriema's (Cariamidae). Het geslacht telt slechts een soort. Cariama is afgeleid, via het Portugese 'Çariama', uit het Tupí 'Sariêma', gekuifde vogel.

## Taxonomie

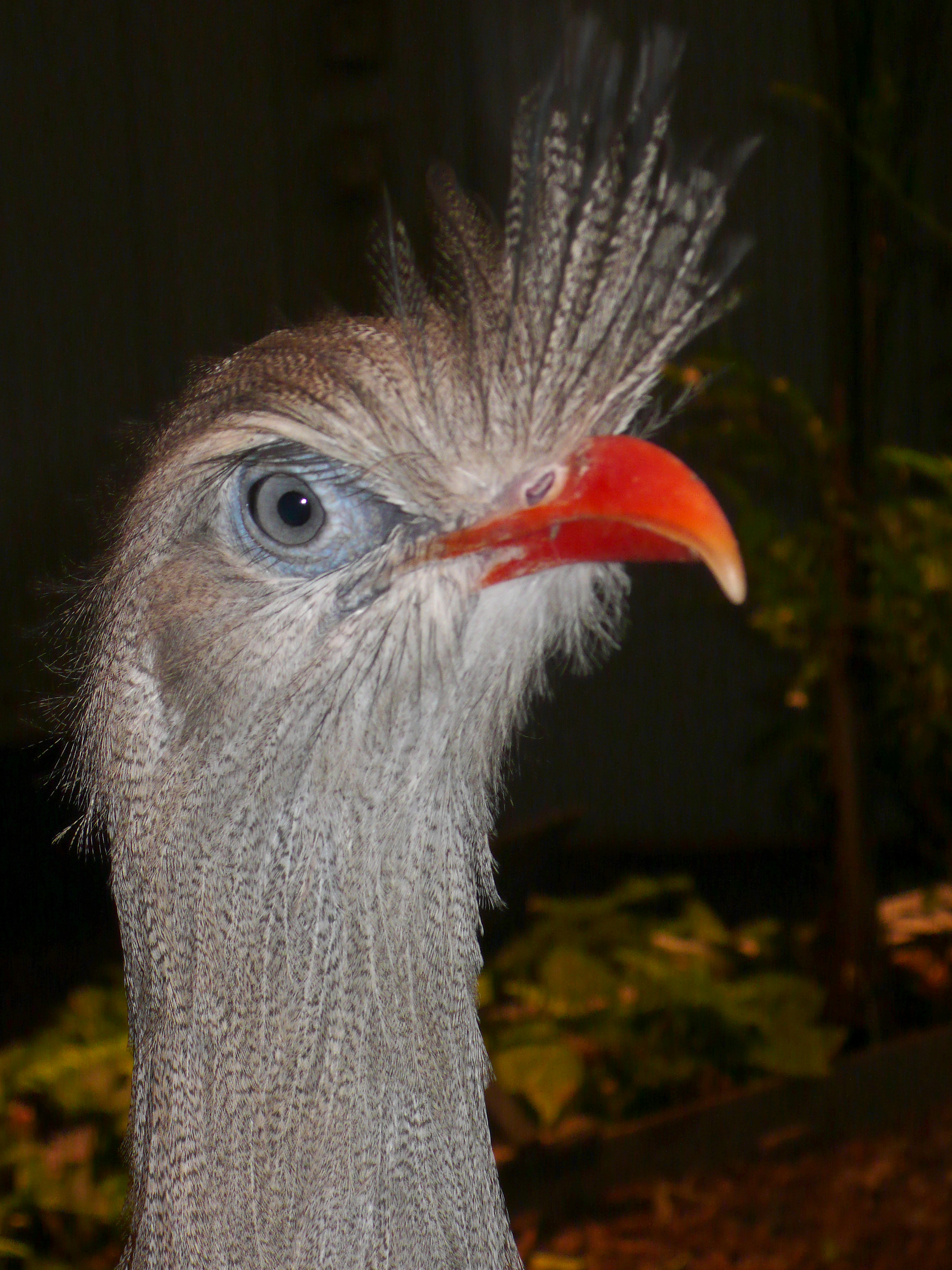
Kop van de kuifseriema

- Cariama cristata – Kuifseriema[1]